# Aural Planet
Aural Planet — польская музыкальная группа, создающая электронную музыку в жанрах эмбиент, транс и гоа. Группа основана тремя польскими композиторами, участниками демосцены, в 1997 году. Некоторые участники Aural Planet, кроме работы в группе, занимаются созданием музыки для компьютерных игр. Участники Aural Planet  проживают в городе Вроцлав, Польша.

## Состав
Конрад Жмурек (Konrad Gmurek; псевдоним — KeyG);
Яцек Дойва (Jacek Dojwa; псевдоним — Falcon);
Адам Скорупа (Adam Skorupa; псевдоним — Scorpik);
Радослав Кохман (Radosław Kochman; псевдоним — Raiden).

## Дискография
- Lightflow (1997)
- Part: Second (2000)
- 5EX Engine (2002)
- Power Liquids (2003)
- Acoustic Plantation Releases (2004)
- Reworked (2004)